# Metel·la (filla de Metel Macedònic)
Metel·la fou filla de Quint Cecili Metel Macedònic, cònsol el 143 aC.
Es va casar amb Publi Corneli Escipió Nasica que fou cònsol el 111 aC. Fou l'àvia de Quint Cecili Metel Pius Escipió que fou cònsol el 52 aC.